# Quentin Jauregui
Quentin Jauregui (Cambrai, Nord, 22 d'abril de 1994) és un ciclista francès, professional des del 2013, actualment a l'equip B&B Hotels p/b KTM. Combina la carretera amb el ciclocròs.

## Palmarès en ruta
- 2012
  - 1r al Gran Premi General Patton i vencedor d'una etapa
  - Vencedor d'una etapa a la Lieja-La Gleize
- 2014
  - Vencedor d'una etapa al Roine-Alps Isera Tour
- 2015
  - 1r al Gran Premi del Somme
- 2022
  - Vencedor d'una etapa a l'Alps Isera Tour

### Resultats a la Volta a Espanya
- 2016. 95è de la classificació general
- 2019. 81è de la classificació general
- 2020. Abandona (11a etapa)

### Resultats al Giro d'Itàlia
- 2017. 90è de la classificació general
- 2018. 48è de la classificació general